# Passeggeri distratti
Passeggeri distratti è il decimo album in studio di Raf, pubblicato il 26 maggio 2006 dalla Sony Music.

## Descrizione
Si presenta in modo diverso dal precedente lavoro, Ouch, in quanto meno sperimentale e più pop. Il primo singolo estratto è Dimentica. L'album è ricco di collaborazioni, da Max Gazzè, Giorgio Baldi e Filippo Gatti (Onde) a Saverio Grandi (Acqua, Se passerai di qui, Dimentica, Passeggeri distratti) a Cesare Chiodo (Se passerai di qui, Mondi paralleli) fino a Pacifico, autore assieme a Raf del brano Il nodo. Oltre a Dimentica, dall'album sono stati estratti i singoli Passeggeri distratti, Il nodo e Salta più alto.

## Tracce
1. Salta più alto (Raf)
2. Dimentica (Saverio Grandi, Raf)
3. Passeggeri distratti (Saverio Grandi, Raf)
4. Il nodo (Pacifico, Raf)
5. Onde (Filippo Gatti, Giorgio Baldi, Raf)
6. Nati ieri (Raf)
7. Acqua (Saverio Grandi, Raf)
8. Se passerai di qui (Saverio Grandi, Cesare Chiodo, Raf)
9. Mondi paralleli (Cesare Chiodo, Raf)

## Formazione
- Raf – voce, cori, pianoforte, Fender Rhodes, chitarra acustica, chitarra elettrica, sintetizzatore
- Giorgio Baldi – sintetizzatore, chitarra elettrica
- Simone Papi – pianoforte, cori, organo Hammond, sintetizzatore, mellotron
- Silvio Masanotti – chitarra elettrica, chitarra acustica
- Alessandra Gambini – percussioni
- Cesare Chiodo – basso, cori, chitarra acustica, chitarra elettrica
- Piero Monterisi – batteria, percussioni
- Max Gazzè – basso
- Marco Tamburini – tromba
- Roberto Rossi – trombone
- Fabio Petretti – sax

## Classifiche
| Classifica (2006) | Posizione massima |
| ----------------- | ----------------- |
| Italia            | 3                 |

### Classifiche di fine anno
| Classifica (2006) | Posizione |
| ----------------- | --------- |
| Italia            | 61        |